# Antanifotsy
Antanifotsy es una ciudad de la región de Vakinankaratra en la provincia de Antananarivo, Madagascar.

## Hermanamientos
La Possession, Réunion